# Siegfried Kramer (Architekt)
Siegfried Kramer (* 1877 in Brünn; † 20. Juli 1914 in Pressbaum, Niederösterreich) war ein österreichischer Architekt und Stadtbaumeister.

## Leben
Biografisch sind über Siegfried Kramer nur wenige Daten greifbar. Man weiß lediglich, dass er aus Brünn stammte, Jude war und unverheiratet blieb. 1905 erwarb er in Wien die Baumeisterkonzession. Anschließend ging er mit Julius Goldschläger bis 1907 eine Bürogemeinschaft ein. Erst siebenunddreißigjährig starb er 1914 im Sanatorium Rekawinkel und wurde auf dem Wiener Zentralfriedhof bestattet.

## Werk
Siegfried Kramer entwarf vor allem Wohn- und Geschäftshäuser in den inneren Bezirken Wiens. Er bediente sich dabei des historistischen Stils, wobei er seine Bauten vorwiegend monumental und repräsentativ anlegte. Manchmal führte er die Gebäude als Baumeister auch aus. Seine ersten Entwürfe in der Zusammenarbeit mit Goldschläger entsprachen einer neobarock-secessionistischen Formensprache. Ab 1911 ging er zu einem Neoempire über und setzte auch geometrisierenden Dekor in der Art der Wiener Werkstätte ein.
Kramer nahm an vielen Ausschreibungen, vor allem in Böhmen und Mähren, teil und lieferte vielseitige Entwürfe auf für andere Gebäudetypen, wie Rathäuser, Hotels oder Theater. Er ist als traditioneller Architekt einzuordnen, befasste sich aber dennoch auch mit den modernen Strömungen der Zeit in Wien.
- Wohnhaus, Lothringerstraße 8, Wien 4 (1904–1905), mit Julius Goldschläger, nur Vestibül
- Straßenhof, Porzellangasse 7, 7a und 7b, Wien 9 (1905–1906), mit Julius Goldschläger
- Wohnhaus, Brucknerstraße 4–6, Wien 4 (1906), mit Julius Goldschläger
- Ausstellungshalle, Olmütz, Mähren (1906), Wettbewerb, 1. Preis
- Hotel „Grüner Baum“, Oderberg, Österreichisch-Schlesien (1906–1907), Wettbewerb, 1. Preis
- Rathaus, Karwin, Österreichisch-Schlesien (1907–1908), Wettbewerb, 1. Preis
- Wohn- und Geschäftshaus, Löwengasse 45 / Paracelsusgasse 10, Wien 3 (1908)
- Wohn- und Geschäftshaus, Gluckgasse 2 / Tegetthoffstraße 4, Wien 1 (1909–1910)
- Wohnhaus, Hintzerstraße 2 / Landstraßer Hauptstraße 78, Wien 3 (1910)
- Wohn- und Geschäftshaus, Gersthofer Straße 73 / Höhnegasse 2, Wien 18 (1910)
- Wohn- und Geschäftshaus, Landstraßer Hauptstraße 39 / Salmgasse 16, Wien 3 (um 1910)
- Wohn- und Geschäftshaus, Seilergasse 16 / Spiegelgasse 15, Wien 1 (1910–1911)
- Wohn- und Geschäftshaus, Landstraßer Hauptstraße 88, Wien 3 (1911)
- Wohn- und Geschäftshaus, Sechskrügelgasse 2 / Landstraßer Hauptstraße 50, Wien 3 (1911)
- Wohnhaus, Goldegggasse 2 / Prinz-Eugen-Straße 62, Wien 4 (1911)
- Wohnhaus, Wickenburggasse 10, Wien 8 (1911)
- Wohnhaus, Wickenburggasse 14, Wien 8 (1911), Entwurf und Ausführung
- Wohnhaus, Rudolfsplatz 6 / Gölsdorfgasse 5, Wien 1 (1911–1912), Entwurf, Ausführung ?
- Wohnhaus mit Fabrikshalle im Hinterhaus, Piaristengasse 17, Wien 8 (1912–1913), Entwurf und Ausführung
- Wohnhaus, Weyrgasse 9, Wien 3 (1912–1913)

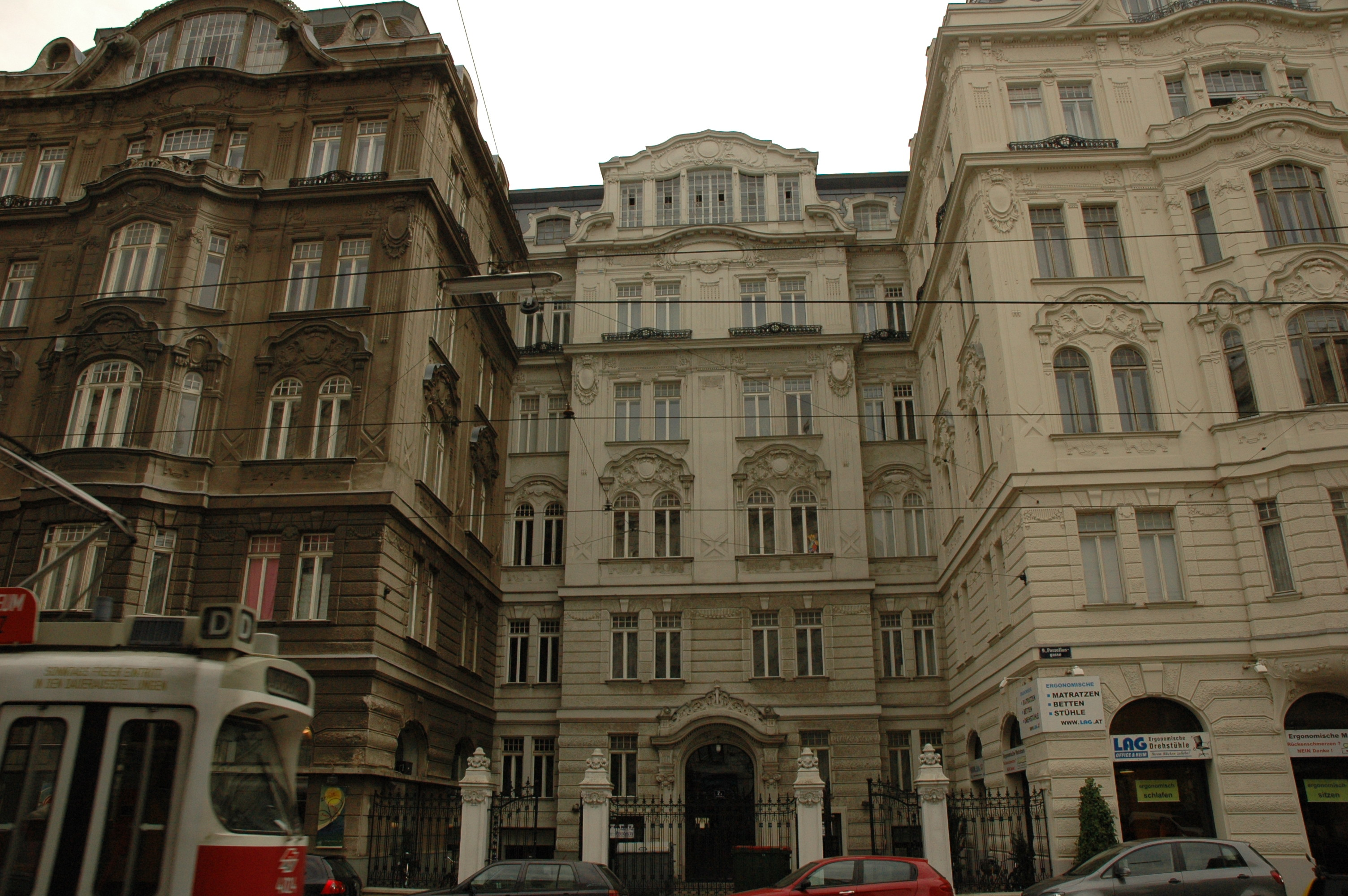
Porzellangasse 7 (1905–1906)
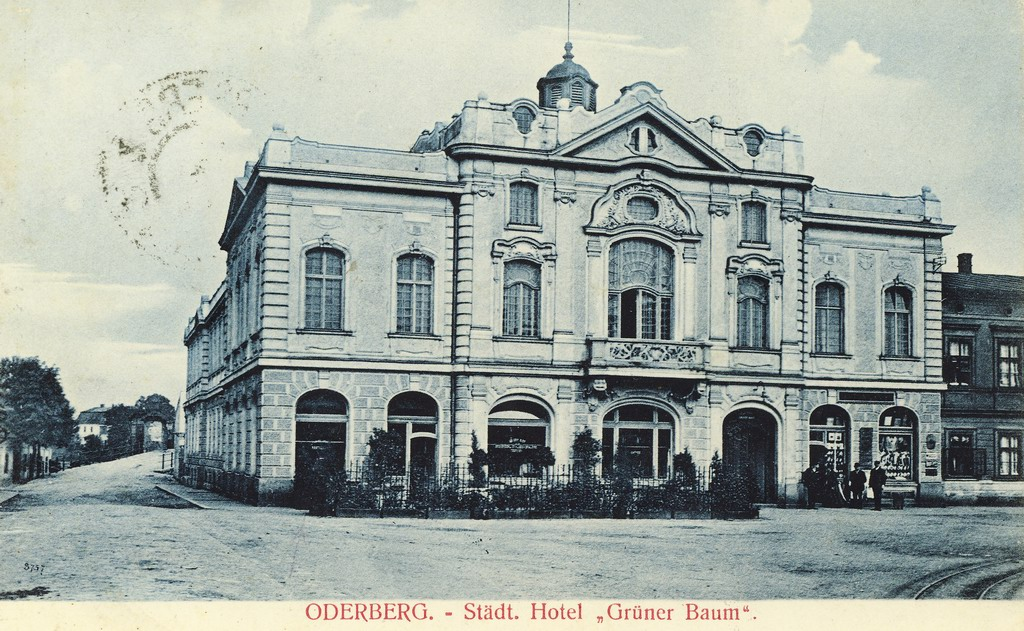
Hotel Grüner Baum, Oderberg (1906/1907)
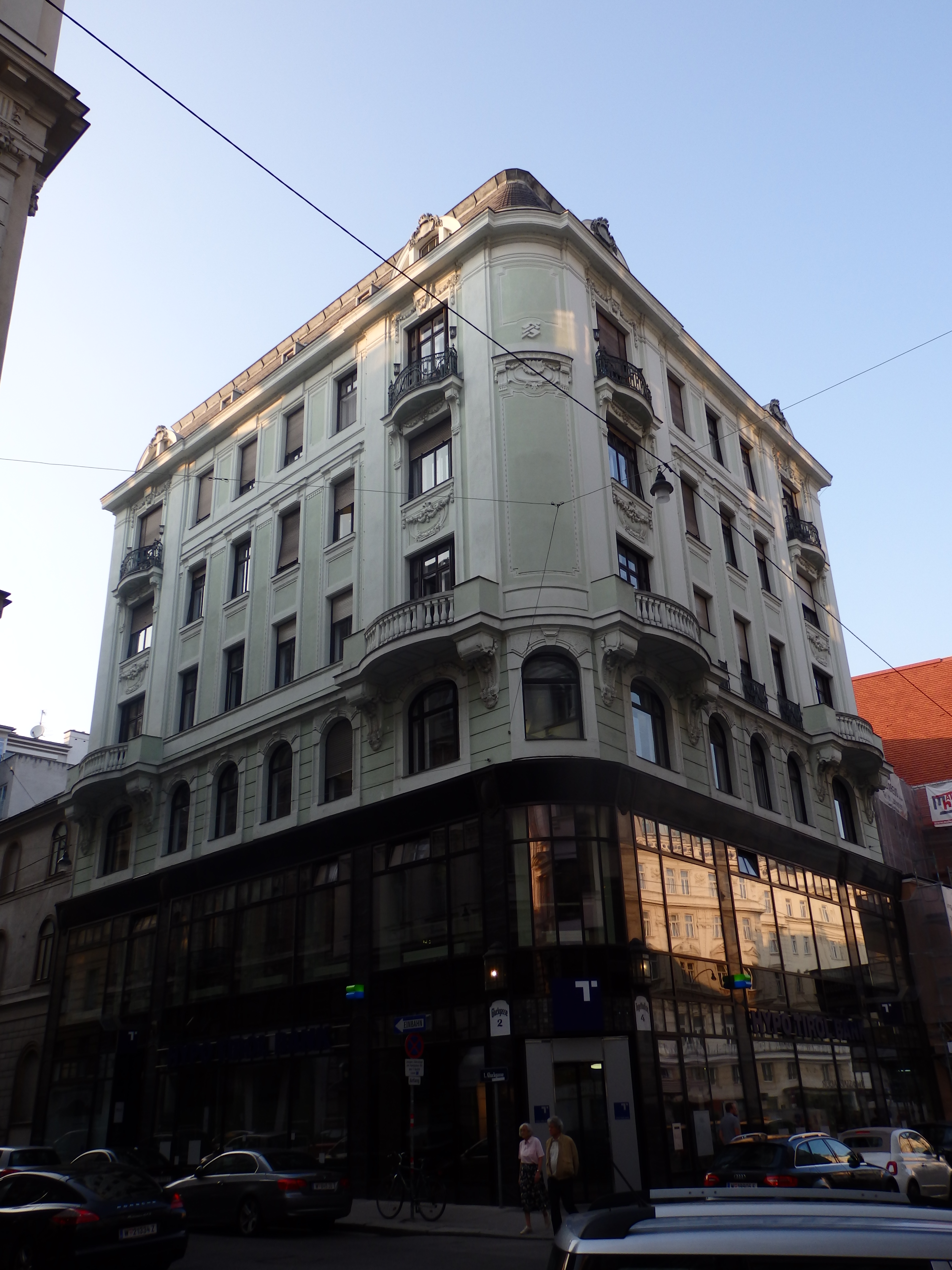
Gluckgasse 2 (1909–1910)
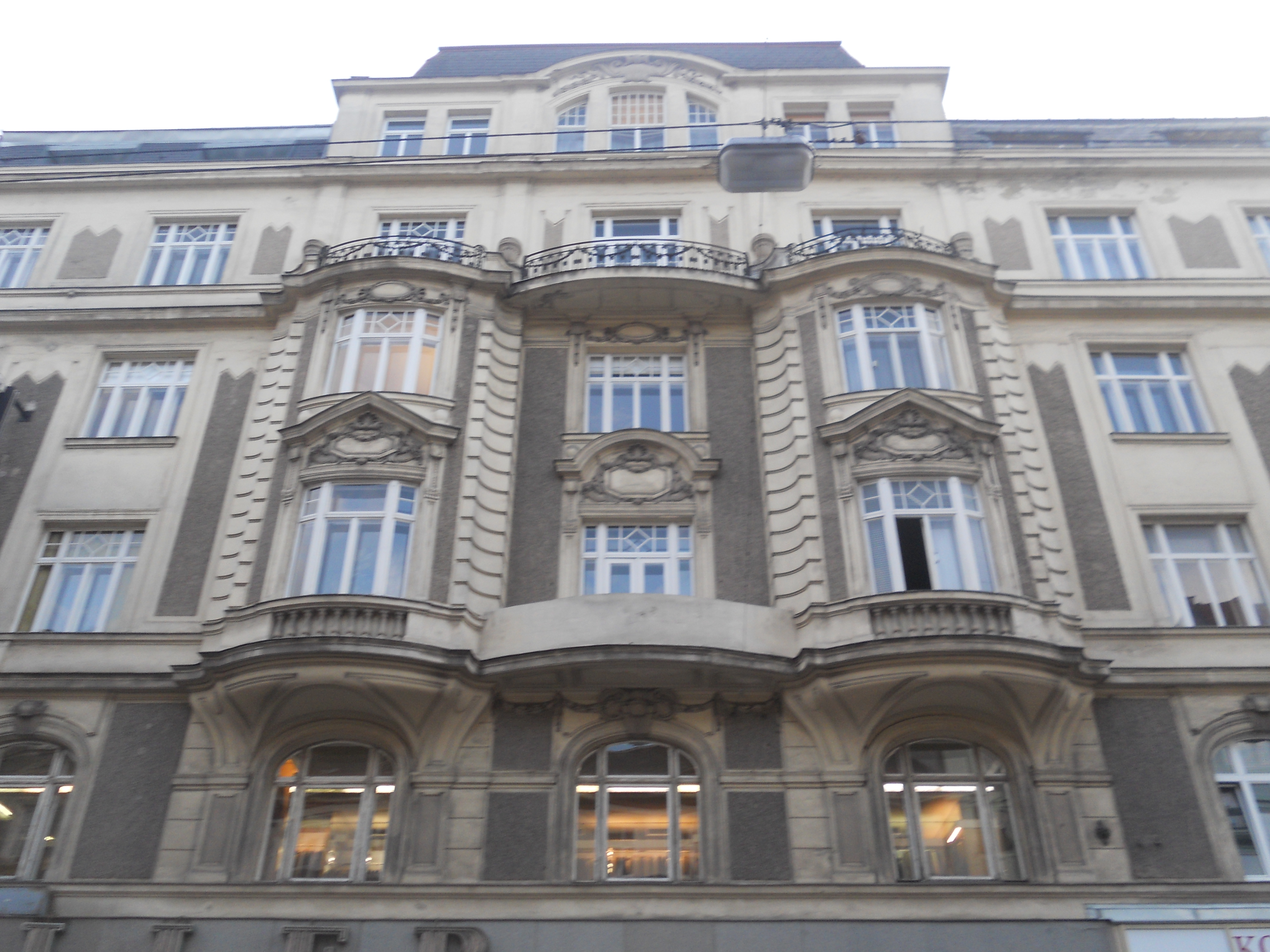
Landstraßer Hauptstraße 88 (1911)
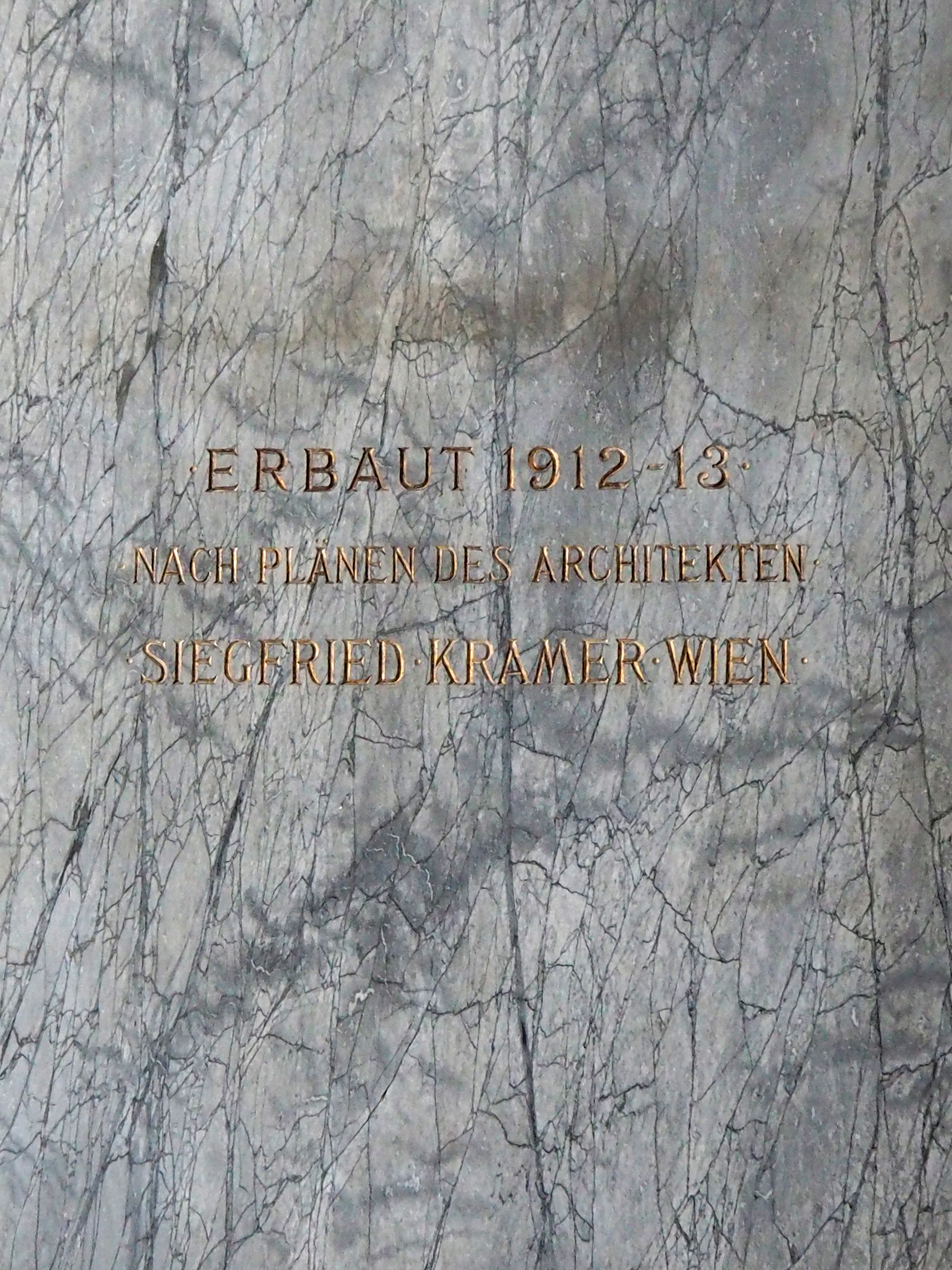
Weyrgasse 9 (1912–1913)